# Ewald August König
Ewald August König (født 22. august 1833 i Barmen, død 9. marts 1888 i Köln) var en tysk roman- og novelleforfatter. 
Han var først ved handelen og arbejdede som forretningsfører i Elberfeld, men da nogle humoristiske noveller og skitser af soldater- og købmandslivet (under pseudonymet Ernst Kaiser) straks vandt stærkt bifald, besluttede han at blive forfatter. Han udfoldede en stor produktivitet. 1864—92 udkom der ikke mindre end 152 bind fra hans hånd, deraf omtrent 20 efter hans død. Hans bøger er for en stor del kriminalromaner, spændende, men hans opfindsomhed holder ikke mål med hans frodighed. Nogle af hans mest yndede bøger er: Die Geheimnisse einer grossen Stadt, Durch Kampf zum Frieden, Dämon Gold, Das Kind des Wucherers og Der Sohn des Sträflings.